# Marcel Khalife

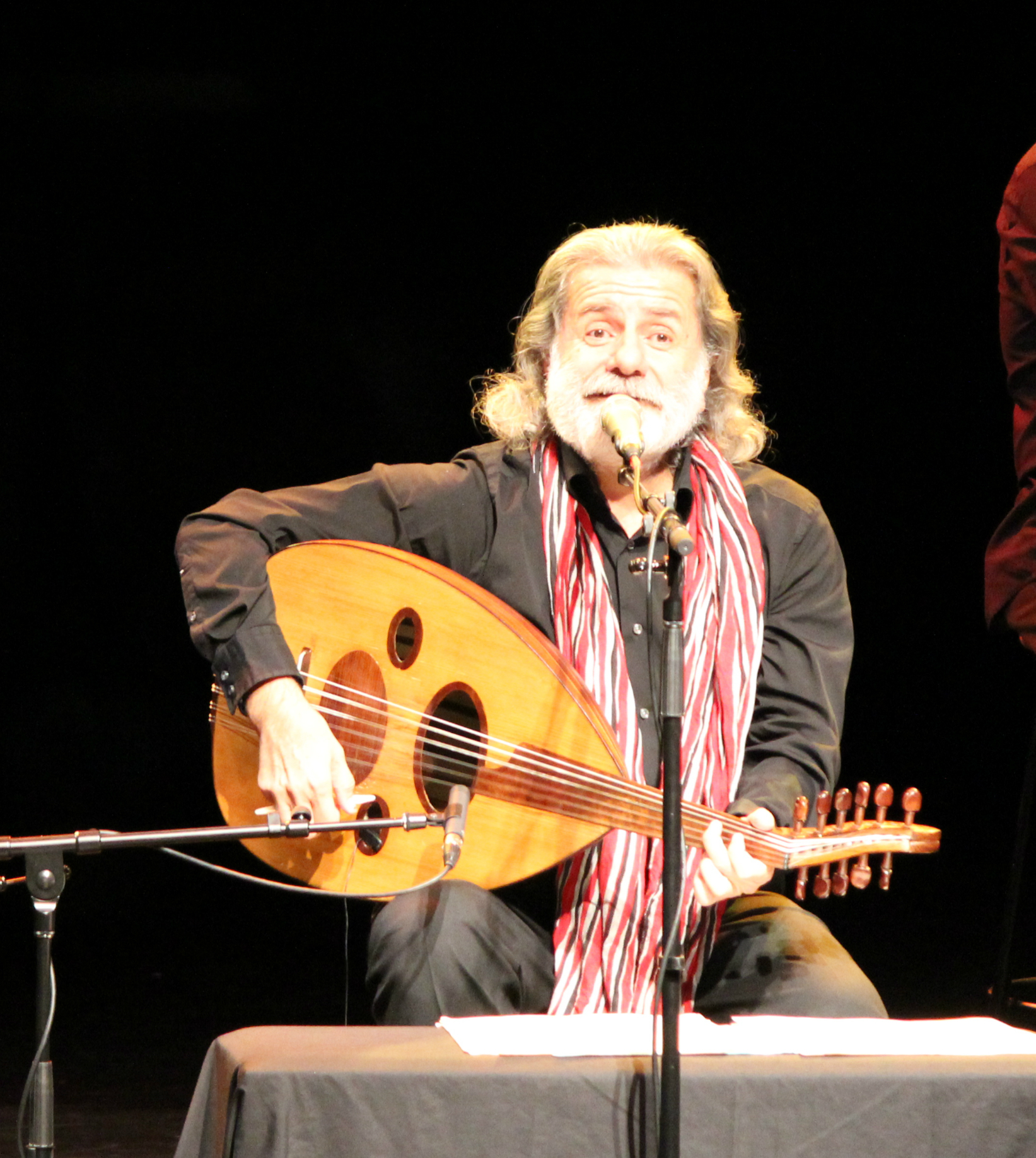
Marcel Khalife, 2012

Marcel Khalife (* 10. Juni 1950 in Amchit, Libanon) ist ein libanesischer Oud-Spieler, Musiker und Komponist. Er gilt als Ikone der libanesischen Linken, doch geht seine internationale Popularität weit über die politische Linke hinaus. 2005 wurde Khalife von der UNESCO zum „Künstler für den Frieden“ ernannt.

## Leben
Marcel Khalife wuchs in einfachen Verhältnissen auf. Sein Vater Michel war ein Diakon. Seine Mutter Mathilda kaufte seine erste Oud auf dem Markt in Hamadiyeh. 1964 schrieb sie ihn für Oud-Stunden beim pensionierten Polizisten Hanna Karam ein. Karam drängte die Eltern, ihren Sohn auf das Konservatorium in Beirut zu schicken, wohin er darauf zwei Mal in der Woche eine 40 km lange Busstrecke zurücklegte. 1971 starb seine Mutter.
Nach dem Studium am Konservatorium schrieb er ein Ballett für den Choreografen Abdel-Halim Caracalla, das am 12. April 1975 in Beirut aufgeführt wurde. Am folgenden Tag brach der Libanesische Bürgerkrieg aus. Die Balletttänzerin Amira Majd wurde durch eine Kugel lebenslang verletzt. Für sie schrieb er später ein Finale zu dem 20-minütigen Stück. Khalife gründete eine Musikergruppe, die Al Mayadeen. Ende 1975 reiste er unerkannt nach Paris, wo er im Studio Chant du monde das Album Wuud fi al asifa („Sturmversprechen“) aufnahm und am Fest der Zeitung L’Humanité auftrat. 1977 kehrte er in den Libanon zurück. Jetzt waren seine engagierten und sozialkritischen Lieder schon allgemein bekannt. 1979 setzten ihn die Forces libanaises in Amchit unter Hausarrest und zwangen ihn, mit seiner Familie in das von linken und schiitischen Milizen kontrollierte West-Beirut zu ziehen. Zum Schutz vor den zahlreichen Anschlägen ging er nach Paris. 1980 heiratete er Yolla, eine Dichterin, Choreografin und Sängerin von Al Mayadeen. Das Paar hat zwei Söhne, Rami (* 1981) und Baschar (* 1983), die ebenfalls Musiker sind.
Es folgten Konzertreisen nach Jordanien, Syrien, Algerien und Tunesien. Nach der israelischen Invasion im Libanon 1982 machte er eine Konzertreise in die USA, um Geld für den Bau eines Krankenhauses in Nabatiyeh zu sammeln und auch seine persönlichen Einnahmen zu spenden. Der tunesische Präsident Habib Bourguiba ehrte ihn nach einem Auftritt am Festival de Carthage mit einem Orden. Auch mit Edward Said, dem ägyptischen Dichter Ahmed Fouad Najim und dem Oud-Meister Cheikh Imam freundete er sich an. Während Khalife in Algerien 1988 bei einem Konzert der Gewerkschaften mit Standing Ovations gefeiert wurde, war seine Musik in den Golfstaaten verboten. Seine Aufnahmen wurden dort deshalb auf dem Schwarzmarkt gehandelt. 1991 kehrte er nach Amchit zurück. Seit 1975 war ihm von den christlichen Milizen der Zugang zu seinem Heimatdorf verweigert worden, nicht einmal an der Beerdigung seines Vaters hatte er teilnehmen können.
Er vertonte die Gedichte des palästinensischen Lyrikers Mahmud Darwish, aber auch von Khalil Hawi, Ounsi el-Hajj, Nicolas Daniel oder Joseph Harb. Besonders bekannt sind Ila Ummi („An meine Mutter“) und Rita wa-l-Bunduqiyye („Rita und das Gewehr“). In Ya bahriya („Oh, ihr Seeleute!“), mit dem Text von Nabil Hawi, erinnert er an die Demonstration der Fischergewerkschaft von Saïda im Jahr 1975, an der der Politiker Maarouf Saad getötet wurde. Ein weiteres emblematisches Lied ist Ya Ali (Text des Dichters Abbas Beydoun), eine Hommage an den politisch motivierten Bankräuber Ali Chaïb. Das Lied Ana Yûsûf ya abi („Vater, ich bin Joseph“), nach dem Text Darwishs von 1987, brachte ihm 1999 eine Klage wegen angeblicher Beleidigung des Islam am höchsten sunnitischen Gericht des Libanon ein. Rund 2000 Personen demonstrierten am 6. Oktober 1999 zu seiner Unterstützung am Sitz der Pressevereinigung und zeigten ihre Solidarität mit Marcel Khalife. Unter den Anwesenden waren zahlreiche Journalisten, aber auch Vertreter verschiedener religiöser Gemeinschaften, darunter Mohammad Hussein Fadlallah von der Hisbollah, der ‚Partei Gottes‘.
Am Festival international de Beiteddine 2005 sprach und sang Khalife seine Unterstützung für die von den Demonstrationen erhobenen Forderung nach einem Abzug der syrischen Armee aus dem Libanon und gedachte Samir Kassir und Georges Hawi, die beide bei Anschlägen getötet worden waren. 2008 trat er zum letzten Mal in Syrien auf, als die Stadt zur arabischen Kulturhauptstadt ernannt wurde. Den Demonstranten, die sich 2011 gegen die Diktatur von Baschar al-Assad erhoben, sprach er bei einer Veranstaltung auf dem Beiruter Märtyrer-Platz seine Unterstützung aus. Mehrere Solidaritästreisen führten ihn fortan in den Südlibanon. Seine politischen Sympathien waren weiterhin hauptsächlich kommunistisch. 2015 gehörte er zu den Unterstützern der Bewegung Tolit rihetkoun („Ihr stinkt“), die in der sogenannten Abfallkrise gegen das Versagen und die Korruption in den staatlichen Institutionen protestierte. Die Proteste im Libanon 2019–2020 begannen.

## Werke (Auswahl)
- La symphonie du retour
- Chronique concertante intitulée L’élégie de l’orient
- Concerto Al Andalus, Suite pour Oud et Orchestre
- Moudaa’ba, Caresse
- Diwan Al Oud
- Jadal, duo Oud
- Quatuor Oud
- L’écoute Al Sama dans les formes classiques arabes
- Takassim, duo Oud et Contrebasse